# Дунгуаньский диалект
Дунгуаньский диалект относится к диалектной группе Юэ, к ветви гуаньбао, в качестве стандарта используется версия диалекта в подрайоне Гуанчэн в провинции Гуандун. К диалектным группам городского округа Дунгуань провинции Гуандун относятся Юэ и Хакка. Дунгуаньский и кантонский диалекты имеют мало различий в лексическом составе, однако присутствуют различия в произношении гласных.
Многие люди в Гуанчжоу не понимают диалект Дунгуань, и пожилым людям в Дунгуане, которые мало знакомы с кантонским диалектом, трудно общаться с жителями Гуанчжоу. Однако сейчас многие молодые люди в основном используют кантонский диалект для общения, и им сложно говорить на подлинном диалекте подрайона Гуаньчэн.
Стоит отметить, что произношение, тона и лексика дунгуаньского диалекта в разных населенных пунктах может отличаться.

## Произношение
Гласный “ei” кантонского диалекта в дунгуаньском по большей части произносится как “ai”. Пример: слово “你” в кантонском диалекте произносится как “nei5”, в дунгуаньском - “lai5” (созвучно с словом “礼” в кантонском диалекте).
Гласный “ai” кантонского диалекта в дунгуаньском по большей части будет произноситься как “oi”. Пример: слово “鸡” в кантонском диалекте произносится как “gai1”, в дунгуаньском - “goi1”, созвучно с кантонским словом “该”; слово “归” в кантонском читается как “gwai1”, в дунгуаньском - “gwoi1”.
Гласный “ann” кантонского диалекта в дунгуаньском по большей части будет произноситься как “eng”. Пример: слово “悭”  в кантонском диалекте произносится как “haan1”, в дунгуаньском - “heng1” (созвучно с словом “轻” в кантонском диалекте).

## Краткий перечень лексики
头毛 - (книжный язык) волосы на голове;
肩头 - (книжный язык) плечо;
耳吉 - (книжный язык) ухо;
屎肚 - (книжный язык) живот;
齐黑、晚头夜 - (книжный язык) ночь.

## Диалектизмы
1. Астрономия и география:
天后 (рассвет), 齐黑 (ночь), 热头 (солнце);
村仔 (деревня), 水氹 (водоем), 定方 (место);
2. Животные:
鸡兰 (курица), 鸡春 (куриное яйцо), 马骝 (обезьяна);
雀仔 (птица), 骟鸡 (каплун), 飞鼠 (летучая мышь);
乌蝇 (муха), 百足 (сколопендра), 急鬼 (лягушка), 鹅显 (червь).
3. Жилище, мебель:
天厦 (гостиная), 地栿 (порог двери), 下间 (кухня);
杌 (табуретка), 被窦 (ватное одеяло), 交椅 (стул).